# Magda Linette
Magda Linette (nascida em 12 de fevereiro de 1992) é uma tenista profissional polonesa. 
Ela tem a melhor classificação de sua carreira, ficando em 19º lugar no mundo, alcançada em março de 2023. 

Ela alcançou cinco finais no WTA Tour, ganhando três títulos, chegou à semifinal do Australian Open de 2023 e à terceira rodada dos outros três torneios Major.
Linette fez sua primeira aparição na chave principal de um torneio WTA no Internationaux de Strasbourg em maio de 2013, onde também conquistou sua primeira vitória neste nível. No mesmo ano, ela alcançou sua primeira semifinal do WTA em Baku, vindo da qualificatória. Linette ganhou seu primeiro título WTA 125 no Ningbo International Open de 2014, e seu primeiro título do WTA Tour no Bronx Open de 2019. Seu melhor resultado em torneios WTA Premier são as quartas de final do Pan Pacific Open de 2016.
Em 2020, ela ganhou o prêmio Fan Favorite Shot of the Year [en] da WTA por um slice de forehand que jogou contra Peng Shuai a caminho de seu segundo título do WTA Tour no Thailand Open.

## Vida pessoal
Magda Linette nasceu em 12 de fevereiro de 1992 em Poznań, filha de Tomasz Linette e Beata Linette. Seu pai é treinador de tênis e sua mãe é professora. Linette foi treinada por Izudin Zunić durante a primeira metade de sua carreira, mas a partir de 2018, formou uma parceria com Mark Gellard da Grã-Bretanha.

## Carreira júnior
Quando jovem, ela representou o clube local "Grunwald Poznań" com sucessos no nível júnior.

## Carreira profissional

### 2010
Em maio, Linette recebeu um "wild card" para a qualificatória do Warsaw Open, um torneio de nível Premier. Ela venceu sua parceira de duplas Paula Kania em dois sets, mas perdeu para Anna Chakvetadze. Em junho, ela venceu seu primeiro torneio profissional em Szczecin como participante "wild card". Em julho, ela chegou à final de um torneio do Circuito Feminino da ITF em Toruń, mas perdeu para a primeira "cabeça de chave" Ksenia Pervak, em dois sets.
Linette conquistou mais dois títulos da ITF em agosto, em Hechingen e Versmold, ambos na Alemanha. Em Hechingen, na qualificatória, derrotou Sílvia Soler Espinosa da Espanha, e em Versmold, venceu Irina-Camelia Begu da Romênia, em dois sets.
Ela continuou a jogar torneios de US$ 25k e conquistou seu quarto título da temporada em Katowice em setembro, onde derrotou Eva Birnerová em três sets. Na semana seguinte, ela chegou a mais uma final em Zagreb, mas perdeu para Renata Voráčová em jogo de três sets, após 21 vitórias consecutivas no Circuito Feminino da ITF. Chegou novamente à uma final em Opole em novembro, perdendo para Sandra Záhlavová em três sets.

### 2011
No início de fevereiro, Linette jogou pela primeira vez como membro da equipe da Polônia Fed Cup. Ela derrotou Anne Kremer em dois sets, mas perdeu as outras três disputas. Em maio, ela fez sua primeira aparição em um torneio de Grand Slam, disputando a qualificatória do Aberto da França na qual chegou à segunda rodada. O primeiro resultado significativo na temporada para Linette veio apenas no final de junho quando chegou às quartas de final do torneio de US$ 50k em Toruń. No mês seguinte, nova participação em quartas de final no Roller Open [en] um torneio de US$ 100k em Pétange. Em agosto, chegou à semifinal do Empire Slovak Open, torneio de US$ 50k, a qual perdeu para Elitsa Kostova [en] em jogo de três sets. Sua próxima participação de destaque se deu no Internationaux Féminins de la Vienne [en] no qual chegou às quartas de final, perdendo para Elena Baltacha em sets diretos. Linette encerrou o ano no torneio de US$ 25k em Opole no qual chegou à semifinal, perdendo para Ana Vrljić em sets diretos.

### 2023: Primeira semifinal em Major de simples, top 20 e quartas de final de duplas
Em seu primeiro torneio do ano, Linette representou a Polônia na United Cup em Brisbane e derrotou Zhibek Kulambayeva [en], Jil Teichmann e Lucia Bronzetti no caminho para as semifinais antes de perder para Madison Keys em dois sets.
No Australian Open, Linette derrotou Mayar Sherif, a 16ª "cabeça de chave" Anett Kontaveit, a 19ª cabeça de chave Ekaterina Alexandrova e a quarta cabeça de chave Caroline Garcia chegando às quartas de final, seu melhor resultado na carreira em um torneio Major. Ela derrotou a 30ª cabeça de chave Karolína Plíšková para entrar nas semifinais, onde perdeu para a eventual campeã Aryna Sabalenka, em dois sets. Como resultado, ela alcançou a 22ª posição no ranking da WTA em 30 de janeiro de 2023, e a 19ª posição do mundo em 20 de março de 2023.
No Miami Open, Linette alcançou a quarta rodada no nível WTA 1000 pela primeira vez, derrotando desta vez Victoria Azarenka por sua décima vitória no top 20 da carreira.
No US Open, Linette chegou pela primeira vez às quartas de final em duplas neste Major ao lado de Bernarda Pera. Na sequência, Linette jogou o Guangzhou Open como primeira cabeça de chave. Ela fez uma excelente campanha, passando por Jodie Burrage, Daria Saville, Rebeka Masarova [en] e Yulia Putintseva no caminho para a final, que no entanto perdeu de forma contundente para Wang Xiyu. No Aberto da China, ela venceu Victoria Azarenka em jogo de três sets e Jennifer Brady com desistência da adversária, nas oitavas de final, perdeu de forma contundente para a segunda cabeça de chave Iga Świątek.

### 2024
Linette teve um início de temporada discreto. Participou do Brisbane International como "cabeça de chave" N° 9, ficando de "bye" na primeira rodada, vencendo Cristina Bucsa na segunda em sets diretos e perdendo na terceira para Daria Kasatkina também em sets diretos. Logo depois, participou do Adelaide International no qual perdeu na estreia para Ekaterina Alexandrova em jogo de três sets. Depois disso, partiu para o Australian Open, no qual como "cabeça de chave" N° 20, perdeu na primeira rodada para a "wild card" Caroline Wozniacki, quando desistiu do jogo por contusão no segundo set. Permanecendo na Ásia, seu próximo compromisso foi no Thailand Open onde perdeu na primeira rodada para  Diana Shnaider em jogo de três sets.
Prosseguindo sua campanha em quadras duras, agora no Oriente Médio, Linette participou do Abu Dhabi Open, onde venceu a "wild card" Alex Eala [en] na primeira rodada em sets diretos. Na sequência, perdeu para a cabeça de chave N° 6, Beatriz Haddad Maia na segunda rodada em um longo jogo de três sets. Em seguida, no Qatar Open, também perdeu na segunda rodada, para Qinwen Zheng novamente em jogo de três sets. Em Dubai, ela ficou na primeira rodada, perdendo para Nao Hibino em mais um jogo de três sets. No giro americano, Linette ficou na primeira rodada em Indian Wells e em Miami. Em Charleston, chegou até as oitavas de final, onde perdeu para a cabeça de chave No 1 Jessica Pegula em sets diretos.
Linette deu início à temporada em quadras de saibro no Open de Rouen, no qual chegou à final, perdendo para a cabeça de chave N° 6 Sloane Stephens em jogo de três sets, ficando com o vice-campeonato. No Aberto de Madri, ela venceu Elisabetta Cocciaretto na primeira rodada em jogo de três sets mas perdeu na segunda para a cabeça de chave N° 2 e eventual vice-campeã, Aryna Sabalenka, também em jogo de três sets. Ela  teve um desempenho semelhante no Aberto de Roma, no qual venceu Zhu Lin na primeira rodada em sets diretos, mas perdeu na segunda para a cabeça de chave N° 24, Victoria Azarenka, em jogo de três sets. Em seguida, no Internationaux de Strasbourg, passou por Sorana Cirstea na primeira rodada em sets diretos, venceu a cabeça de chave N° 6, Ekaterina Alexandrova na segunda, em jogo de três sets, mas perdeu para a cabeça de chave N° 4, Madison Keys na terceira, em sets diretos. Já no Aberto da França, perdeu na primeira rodada para a cabeça de chave N° 17, Liudmila Samsonova em sets diretos.
Linette começou a temporada em quadras de grama pelo Libéma Open, no qual perdeu para a vinda da qualificatória, Robin Montgomery [en], na primeira rodada, em jogo de três sets. Logo na sequência, tentou o Eastbourne International, no qual passou pela qualificatória, venceu a cabeça de chave N° 8, Anastasia Pavlyuchenkova, na primeira rodada da chave principal em três sets, mas perdeu para Karolina Muchova na segunda, em sets diretos. Em seguida, participou do Torneio de Wimbledon, no qual, perdeu para Elina Svitolina, na primeira rodada, em jogo de três sets.
De volta às quadras de saibro, Linette participou do Prague Open no qual chegou ao título, depois de passar por Mona Barthel e Rebeka Masarova [en] em sets diretos, por Viktoriya Tomova nas quartas de final e por Linda Nosková na sua semifinal em jogos de três sets, e na final, venceu sua compatriota, Magdalena Fręch, em sets diretos. Esse foi o seu terceiro título individual no WTA Tour e o primeiro no saibro.

## WTA finais

### Simples: 3 (1 título, 2 vices)
| Legenda                             |
| ----------------------------------- |
| Grand Slam (0–0)                    |
| WTA Tour (0–0)                      |
| Premier Mandatory & Premier 5 (0–0) |
| Premier (0–0)                       |
| International (1–2)                 |
| WTA 125 Series (1–1)                |

| Posição | N. | Data             | Torneio                                       | Piso | Oponente         | Placar        |
| ------- | -- | ---------------- | --------------------------------------------- | ---- | ---------------- | ------------- |
| Vice    | 1. | 9 Junho 2015     | WTA de Tóquio, Tóquio, Japão                  | Duro | Yanina Wickmayer | 6–4, 3–6, 3–6 |
| Campeã  | 1. | 8 Agosto 2019    | Bronx Open, Nova York, Estados Unidos         | Duro | Camila Giorgi    | 5–7, 7–5, 6–4 |
| Vice    | 2. | 22 Setembro 2019 | KEB Hana Bank Korea Open, Seul, Coreia do Sul | Duro | Karolína Muchová | 1–6, 1–6      |

### WTA 125s finais
| Posição | N. | Data            | Campeonato                                              | Piso        | Oponente        | Placar        |
| ------- | -- | --------------- | ------------------------------------------------------- | ----------- | --------------- | ------------- |
| Campeã  | 1. | 27 Outubro 2014 | Ningbo International Women's Tennis Open, Ningbo, China | Duro        | Wang Qiang      | 3–6, 7–5, 6–1 |
| Vice    | 1. | 24 Junho 2018   | Bol, Croatia                                            | Carpete (i) | Tamara Zidanšek | 1–6, 3–6      |

### Duplas: 1 (1 vice)
| Legenda                             |
| ----------------------------------- |
| Grand Slam (0–0)                    |
| WTA Tour (0–0)                      |
| Premier Mandatory & Premier 5 (0–0) |
| Premier (0–0)                       |
| International (0–1)                 |

| Posição | N. | Data             | Campeonato                                             | Piso | Parceira     | Oponente                    | Placar              |
| ------- | -- | ---------------- | ------------------------------------------------------ | ---- | ------------ | --------------------------- | ------------------- |
| Vice    | 1. | 20 Setembro 2014 | Guangzhou International Women's Open, Guangzhou, China | Duro | Alizé Cornet | Chuang Chia-jung Liang Chen | 6–2, 6–7(3), [7–10] |